# Челенца-суль-Триньйо
Челенца-суль-Триньо (італ. Celenza sul Trigno) — муніципалітет в Італії, у регіоні Абруццо,  провінція К'єті.
Челенца-суль-Триньо розташована на відстані близько 175 км на схід від Рима, 115 км на південний схід від Л'Аквіли, 65 км на південний схід від К'єті.
Населення — 918 осіб (2014).
Щорічний фестиваль відбувається 7 серпня. Покровитель — San Donato.

## Демографія
Населення за роками:

Станом на 1 січня 2023 року в муніципалітеті офіційно проживало 17 іноземців з 7 країн, серед них 10 громадян країн Євросоюзу та 1 громадянин України.

## Сусідні муніципалітети
- Карункьо
- Монтефальконе-нель-Санніо
- Монтемітро
- Пальмолі
- Роккавівара
- Сан-Джованні-Ліпьоні
- Торребруна
- Туфілло